# 2779 Мері
2779 Мері (2779 Mary) — астероїд головного поясу, відкритий 6 лютого 1981 року.
Тіссеранів параметр щодо Юпітера — 3,651.